# Gela
Pour les articles homonymes, voir Gela (homonymie).
Géla (orthographe correcte en français) ou Gela (orthographe couramment empruntée à l'italien pour désigner la ville moderne) (en grec ancien : Γέλα, en latin Gela,  en italien Gela)  est une ville italienne de la province de Caltanissetta, située sur la côte méridionale de la Sicile.
Colonie grecque fondée en -689 sur un territoire Sicule, la cité est détruite en -405, relevée en -338 par Timoléon, saccagée par Agathocle, rasée par Phintias en -282. 
Après un nouveau développement à l'époque médiévale, la ville agricole se transforme dans les années 1960 autour de l'industrie pétrochimique. 

## Toponymie
Ville antique, Gela fut refondée par Frédéric II en 1230 sous le nom de Terranova qu'elle conserve jusque dans les années 1920.

## Géographie

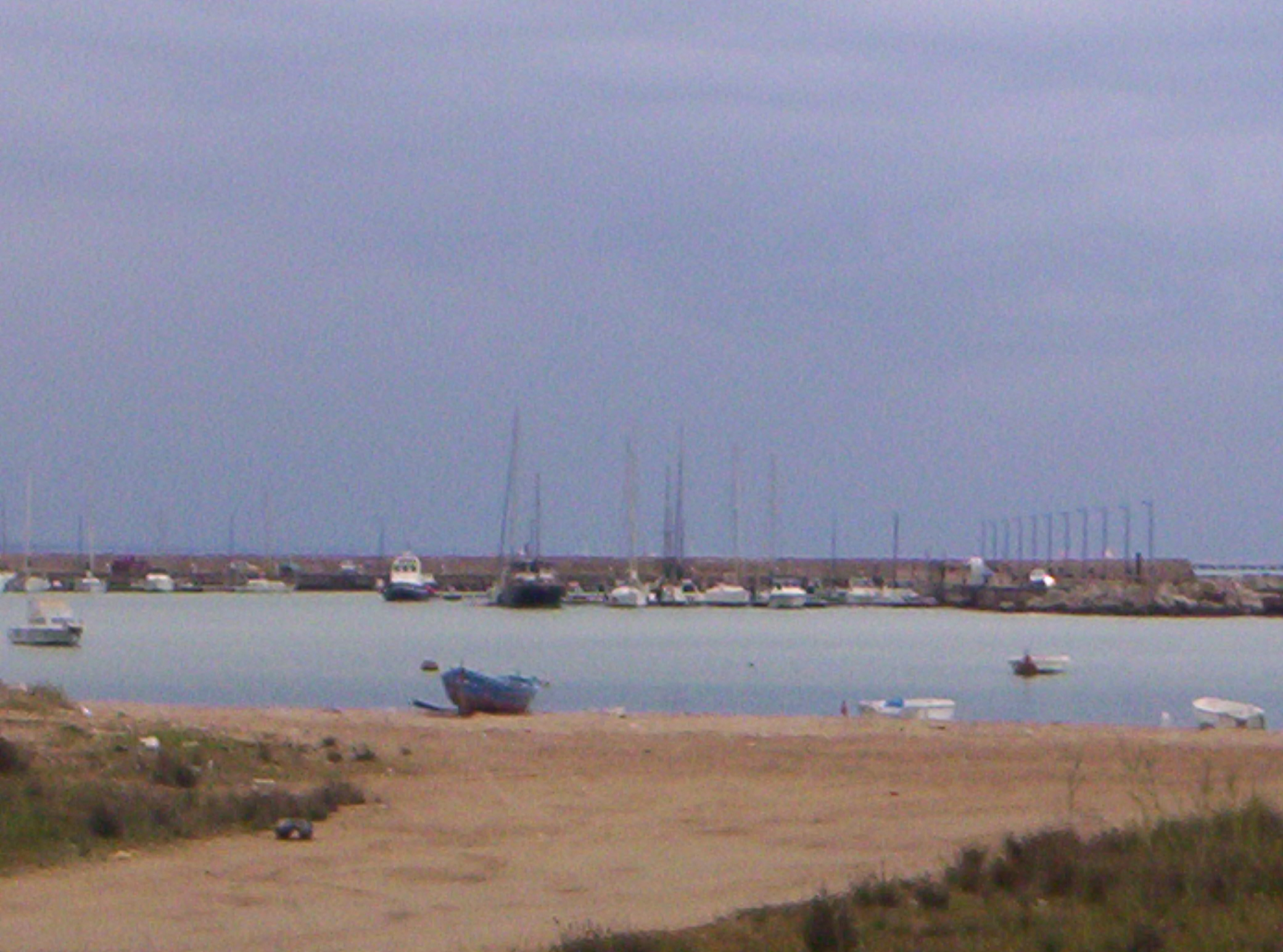
L'embouchure du fleuve Gela.

Cité agricole et industrielle, Gela se trouve sur une colline étroite de 4 km le long de la côte du Canal de Sicile, proche du fleuve Gela. La plaine de Gela (ou Campi Geloi) forme l'arrière-pays, irrigué le Géla et connu depuis l'Antiquité pour sa grande fertilité. Elle est desservie par l'autoroute A18.

## Histoire

### Antiquité
Les Sicules sont établis sur cette zone qui forme une grande agglomération, dont on a retrouvé des vestiges de cabanes, de céramiques de Castelluccio, des cornes de consécration mais aussi des vases grecs du VIIIe siècle av. J.-C. prouvant un commerce préexistant à la fondation de la colonie. Des contacts avec des égéo-chypriotes et crétois remontent même au IIe millénaire, surtout entre le XIIIe et le XIe siècle av. J.-C., par exemple au Monte Dessueri.
De plus petits villages autour d'acropoles existent également sur les collines qui ceinturent la plaine, fortement hellénisés dès la fin du VIIe siècle av. J.-C., qui adoptent au VIe siècle av. J.-C. les fortifications, rites funéraires et sanctuaires grecs jusqu'à devenir des proto-cités, notamment au Monte Desusino (Butera), au rocher de Butera et au Monte Bubbonia (Mazzarino).
Géla a été fondée en -689 (45 ans après Syracuse) par des colons venus de Rhodes, commandés par Antiphème, peut-être après consultation de l’oracle de Delphes, et par des habitants de Crète guidés par Entimo. La ville prend le nom du fleuve Gela situé à proximité, dont l'hydronyme sicane de rapprocherait du latin gelidus, « fleuve froid ». 
Antiphème et Entimo doivent combattre l'hostilité des habitants des lieux, mais ils parviennent en peu de temps à les soumettre et à les repousser dans les montagnes. Cette expansion vers l'arrière-pays permet également à la nouvelle cité de se procurer des matières premières produites dans l'arrière-pays : céréales, soufre, bitume et sel gemme.
La ville de Gela commence à se développer. La première du monde grec, vers -600, elle élève un trésor à Olympie, grande salle doté au début du Ve siècle d'un péristyle dorique sur la terrasse au pied du Cronion. Une colonie de gélois commandée par Pistilos et Aristomos conquiert le fleuve Akragas et fonde en -582 la ville d'Akragas (Agrigente).
La cité tombe, comme ailleurs en Sicile, aux mains de tyrans : Cléandre en -505, puis son frère Hippocrate en -498 qui enrichit la cité, s'allie à Agrigente et conquiert Zancle, Camarina, Catane, Naxos et Leontini, avec son général Gélon, aristocrate de la famille des Deinoménides descendant d’un des premiers colons, qui prend à son tour le pouvoir, prend en -482 Syracuse et y transfère sa capitale et une grande partie de sa population.
Devenue la plus puissante des colonies grecques de Sicile sous Hippocrate, Géla perd de son importance au profit de Syracuse, handicapé par son absence de port. Gélon délègue son pouvoir local à son frère Hiéron, lequel cède sa place à l'autre frère, Polyzalos, quand il devient à son tour tyran de Syracuse. L'artisanat local développe des vases dès la fin du VIIe siècle, puis de la poterie et de la céramique durant la deuxième moitié du IVe siècle.
La chute de la tyrannie ouvre une nouvelle période de prospérité. C’est à Géla que serait mort, en -456, un des trois grands auteurs tragiques grecs, Eschyle, qui y aurait reçu sur la tête une tortue, lancée par un aigle qui aurait confondu son crâne chauve avec un caillou (quoique ce comportement ressemble plutôt à la technique de rupture des os employée par le gypaète barbu).
Le congrès de Gela réunit dans la cité en -424 les représentants des villes siciliennes qu'Hermocrate incite à privilégier l'union entre elles vis-à-vis de leurs anciennes métropoles grecques. 
Les Carthaginois détruisent la cité en -405 et lui imposent le statut de ville ouverte. Timoléon relève la ville en -338 en la repeuplant par Gorgos de Céos et ses concitoyens, qui la fortifient et bâtissent, à partir de vestiges d'anciens temples, de nouvelles habitations sur l'acropole et jusqu'à Capo Soprano, limite occidentale de la colline où se trouvaient les nécropoles archaïques et classiques et où ont été retrouvés les vestiges de l'enceinte du IVe siècle et le seul établissement de bains hellénique de l'île. Mais quand Agathocle prend le pouvoir à Syracuse, il attaque Gela, qu'il accuse de trahison, en créant trois brèches dans les murailles, tue 4000 de ses habitants, inhumés dans des fosses communes, et vole les trésors de la ville.
En -284, ce sont les Mamertins, anciens mercenaires d'Agathocle, qui saccagent la ville, qui est prise en -282 par Phintias, tyran d'Agrigente. À son tour, il rase la ville et refonde une cité au mont Ecnomos, l'actuelle Licata. 

#### Liste des tyrans de Géla
- 505-498 av. J.-C. : Cléandros († 498 av. J.-C.).
- 498-491 av. J.-C. : Hippocrate († 491 av. J.-C.), frère du précédent. Il avait désigné ses fils, Euclide et Cléandre, comme successeurs, mais ils furent détrônés par le chef de son armée, Gélon qui devint le nouveau tyran de Géla.

##### Dynastie desDeinoménides
- 491-485 av. J.-C. : Gélon (540-478 av. J.-C.), conquit Syracuse en 485 av. J.-C. et en devint le premier tyran, laissant son frère Hiéron gouverner Géla.
- 485-478 av. J.-C. : Hiéron († 466 av. J.-C.), frère du précédent, qui devint deuxième tyran de Syracuse à la mort de Gélon , en 478 av. J.-C., laissant son frère Polyzalos gouverner Géla.
- 478-471 av. J.-C. : Polyzalos, frère du précédent.

En 472 av. J.-C., Hiéron Ier vainquit Thrasydée, tyran d'Acragas, et s'empara de la cité qui instaure un an plus tard, un régime ploutocratique. Ce changement de régime politique incita d'autres cités grecques de Sicile à se libérer de la tyrannie. Ce fut le cas à Himère et à Géla. Il est probable que Polyzalos fut renversé à cette occasion.
Par la suite, après la mort de Hiéron Ier, son successeur Thrasybule, un autre de ses frères, fut à son tour renversé et la démocratie instaurée à Syracuse (465 av. J.-C.). Avec lui s'éteignit la dynastie des Deinoménides.

### Époque médiévale
Géla ne renaît qu'en 1230, par la volonté de Frédéric II sous le nom de Terranova.

### Période contemporaine
La ville retrouve son nom antique en 1927.
La bataille de Gela se déroule en 1943 sur la plage où débarquent des troupes de Patton dans le cadre de l'opération Husky.
La construction du Pôle pétrochimique de Gela à partir de 1960, décidée par Enrico Mattei d'Eni, modifie profondément la ville. Ne vivant alors essentiellement de l'agriculture et de la pêche, la ville voyait une partie de ses habitants quitter la Sicile pour travailler dans le Nord de l'Italie. La raffinerie permet à certains émigrés de revenir et à d'autres Italiens et Européens de s'installer. Mais cette « cathédrale dans le désert » ne dynamise pas plus que dans le reste du Mezzogiorno  un tissu économique, les cadres provenant d'en dehors de l'île, les employés vivant hors de la ville principale, les services auxiliaires (transports, manutention, nettoyage, etc.) restant affectée par le clientélisme et les marchés forcés.
En parallèle, la Cosa nostra commence à infiltrer le secteur de l'industrie et à développer un système d’extorsion et de corruption. Face à cette montée en puissance, le milieu agricole s'organise avec de petits groupes mafieux concurrents, la Stidda (l’Étoile). Stidda et Cosa Nostra consolident leurs positions dans les années 1970 et engagent une guerre mortifère dans les années 1980, en armant notamment de nombreux mineurs. Elle fait 140 morts, sans compter les disparus, avec notamment le massacre de Gela (27 novembre 1990, huit morts et onze blessés). Les deux organisations font par la suite une trêve. Cette guerre se poursuit à la fin des années 1990, faisant 400 morts. De cette période, Gela, cinquième ville de Sicile en nombre d'habitants, hérite de l'image d'une cité totalement infestée par le crime organisé, à travers ses 14 000 constructions illégales, son urbanisme anarchique, ses trois milliers de commerces soumis au pizzo, les 150 incendies criminels annuels. Cette situation lui valut alors le surnom de Mafiaville.
L'élection du communiste Rosario Crocetta à la mairie et la nomination de Lucia Lotti comme procureure lance une politique de lutte contre l'infiltration mafieuse dans l'économie locale, les marchés publics et l'administration publique. L'influence mafieuse baisse, mais reste présente.

## Archéologie
Éloigné de Palerme et Syracuse, Gela est presque ignorée des premières fouilles siciliennes jusqu'à la création d'une surintendance des antiquités et des beaux-arts à Agrigente en 1939, confiée à l'archéologue Pietro Griffo. Cependant, des fouilles clandestines et des vols avaient déjà motivé Paolo Orsi à entreprendre des recherches entre 1900 et 1905. Griffo développe la connaissance sur l'histoire de la cité, comme par la découverte des fortifications de Capo Soprano en 1948, puis en tirant profit des travaux liés à la profonde transformation urbaine du cœur de Gela à partir de 1951.

### Cité antique
La cité archaïque et antique se situait à l'intérieur de la forteresse de Frédéric II et l'acropole au lieu-dit Molino a Vento, dominant la plaine et la mer. Une vaste nécropole archaïque et classique s'étendait à l'ouest du Vallo Pasqualello jusqu'à limite occidentale de la colline, le Capo Soprano et Piano Notaro. 
Des maisons et boutiques sont construites sur la colline de l'acropole durant la deuxième moitié du IVe siècle av. J.-C., en reprenant les blocs des monuments archaïques. Désertée après la destruction de -405, des maisons sont reconstruites à l'époque de Timoléon, puis l'occupation se décale progressivement jusqu'en -280 vers l'ouest et le Capo Soprano.

### Temples et sanctuaires
Deux temples sont dédiés à Athéna : un temple archaïque (temple B) qui a gardé ses fondations, au-dessous d'un sacellum in antis (Temple A), un autre (temple C) élevé vers -460, qui conserve ses fondations et une colonne dorique de l’opisthodome et était orné de marbre des Cyclades et de peintures jaune, rouge et bleu représentant des plantes. Au nord-ouest, un temple et un trésor de la première moitié du Ve siècle, dédié à Zeus Atabyrios, possédait des antéfixes à tête de silènes. On trouve également des silènes sur les antéfixes peintes à la fin du VIe siècle et d'autres en relief d'un temple dédié à Héra, sous l’actuelle cathédrale Chiesa Madre. Les temples sont globalement alignés sur un axe est-ouest. Les bâtiments archaïques rectangulaires I (9,50 x 4,70 m) et II (4 x 4 m), au nord et nord-ouest du temple B sont en briques crues. D'autres édifices rectangulaires, du type à oikos, orientés est-ouest (I : 8 x 15 m ; B : 12 x 14 m18 ;V : 4,90 x 11,20 m ; VIII : 15 x 5,70 m) sont du siècle suivant.  
Les Géloens vouent un culte à Demeter et Koré dès le début de la colonie, selon Hérodote. Télinès, ancêtre des frères tyrans Gélon, Hiéron et Polyzalos, aurait ainsi, grâce à des objets sacrés des deux déesses, restauré la paix dans la colonie et obtenu pour lui et ses descendants, les Deinoménides, le statut de hiérophante, c'est-à-dire de grand prêtre des déesses. Les sanctuaires mis au jour sont à l'extérieur de la cité, même si un culte chthonien devait exister sur l’acropole au regard des dépôts votifs qui y ont été découverts : 
- Sanctuaire de Bitalemi, près de l'embouchure du fleuve Gela, d'abord non bâti (650-550), puis doté de constructions légères de brique crue (550-460) et enfin de bâtiments de pierre (460-405)[2] jusqu'à sa destruction lors de la prise de Gela par les Carthaginois[11]. Fouillé au début du siècle puis en 1965[11], il est le seul à être attribué avec certitude à Déméter par des inscriptions[12], sous le nom de Thesmophoros (comme à Agrigente et à Héloros), et il y perdure, dans les années 1960 une tradition de recueil féminin, dérivée des Thesmophories, autour de l'église de Notre-Dame-de-Bethléem, pour demander fertilité et fécondité[2]. ;
- Sanctuaire de la Via Fiume, actif entre la fin du VIIe siècle et la première moitié du Ve siècle, puis réoccupé après 338, qui découvert en 1951[11] avec la présence des chapelles A et C rectangulaires (7,10 x 4,15 m), comparables à la première chapelle de la Gaggera de Sélinonte[3] ;
- Sanctuaire de la Madona dell'Alemanna, situé près d'une chapelle remontant au XIIIe siècle et d'une nécropole byzantine du VIe/VIIe siècle[4], plus grand des sanctuaires suburbains de Gela fréquenté du milieu du VIIe siècle à sa destruction probable en -405, mais pour lequel aucune trace de bâtiment n'a été retrouvé, peut-être sous la chapelle, et dont l'attribution repose sur l'hypothèse d'une persistance entre la vénération d'une déesse de la végétation et la Madone délie Manna, tirant son nom d'une herbe locale, et de l'importance du culte de Déméter à Géla [11] ;
- Sanctuaire de Carrubazza, où a été découvert un hiéron consacré à Déméter[2], probablement partagé avec Athena[12]

Le sanctuaire de Predio Sola, occupé de la seconde moitié du VIIe siècle à la première moitié du Ve siècle, et découvert en 1959, initialement attribué à Demeter, serait dédié aux déesses liées au mariage : Aphrodite, Artémis, Héra et Perséphone.
On peut visiter les vestiges de l'acropole, à proximité du musée archéologique.

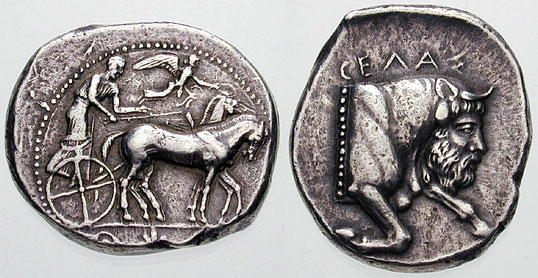
Tétradrachme de Géla : aurige sur son char de guerre (bige) ; CELAΣ, protomé de taureau à face humaine, figurant le fleuve Géla.
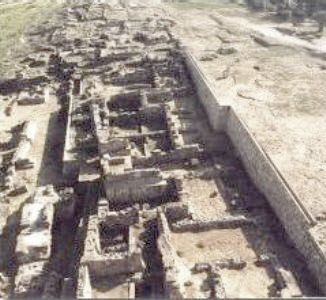
Acropole de Géla.
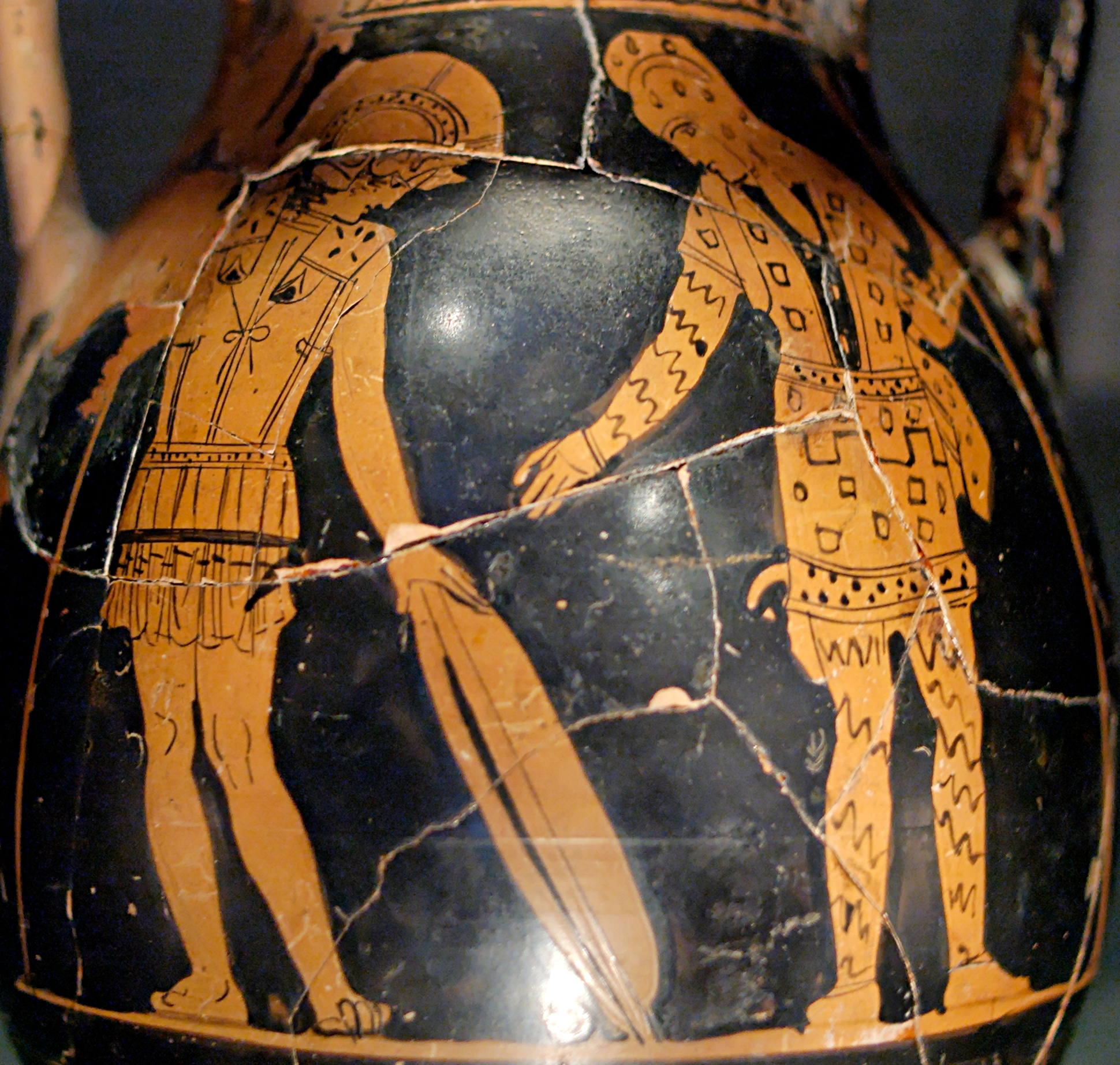
Diomède échange ses armes avec le Lycien Glaucos : vase à figures rouges, vers -420, trouvé et conservé à Géla.
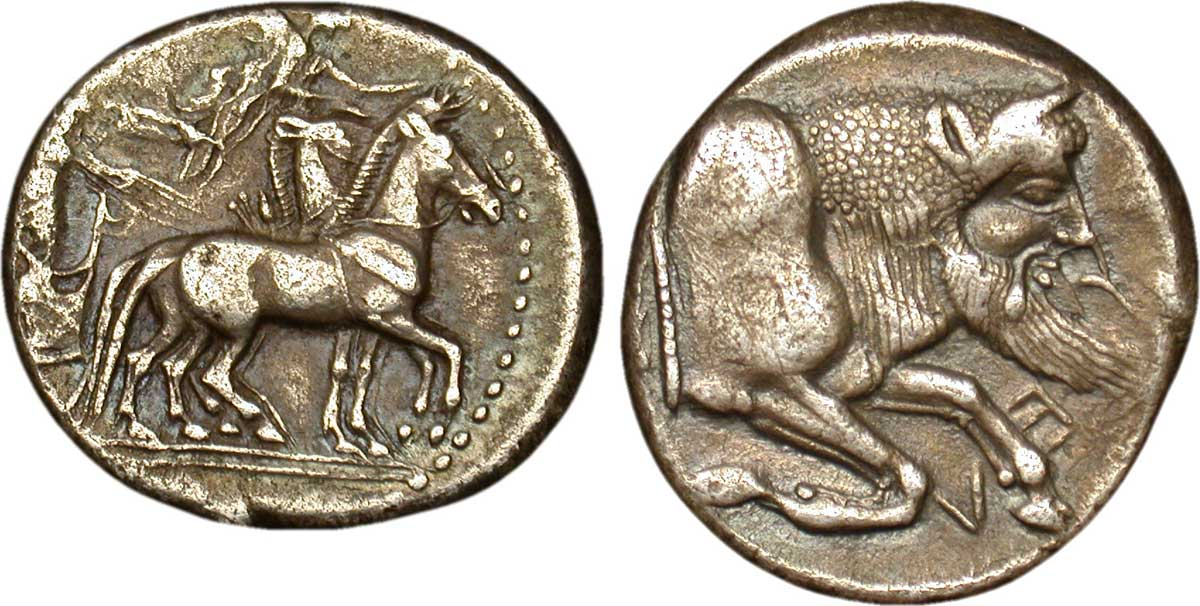
Tétradrachme de la cité de Géla.  480/475-475/470 AC. Avers : bige au pas à droite, conduit par un aurige, tenant les rênes et le kentron ; double ligne d’exergue. Revers : protomé de taureau androcéphale du dieu fleuve Gélas à droite avec la barbe longue et pointue.
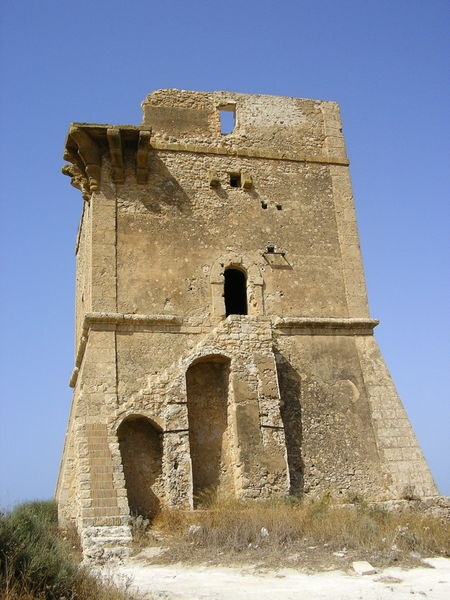
La tour de Manfria.

### Remparts
On a dégagé à partir de 1948 à l'ouest de la ville, à Capo Soprano, une muraille de 300 mètres, parallèle à la mer, qui remonte vers le nord sur 70 m et revient vers l’est. Elle date de la reconstruction de la cité par Timoléon vers -335, sur un périmètre plus large que celle détruite en -405. Au nord, il n'en subsiste que la tranchée de fondation, les pierres ayant servi à l'édification du château fort de Frédéric II.
Du fait de la rareté de la pierre dans la région de Gela, la muraille de 8 mètres de haut intègre des briques pour réunir les deux parements de pierres des 3 premiers mètres, et des briques crues pour composer l'ensemble de la partie supérieure, rehaussée dans le même matériau par Agathocle puis Phintias, avec chemin de ronde et créneaux.
Il semble avoir été dépourvu de tours. La poterne et la porte sont partiellement murées sous Agathocle.
La muraille disparait à la fin de l'Antiquité sous une dune, ce qui a permis sa conservation, unique pour un rempart grec de pierre et de brique.

## Art et culture
Sur la place principale se trouve l'église majeure, dédiée à la Vierge de l'Assomption, reconstruite entre 1766 et 1794 sur une ancienne chapelle du nom de 'Madonna della Platea'. Construite en 1796, l'église Santa Salvatore et Rosario est intéressante surtout par son cadre inspiré de l'église Sainte-Marie de Bethléem. Le couvent des Capucins, bâti en 1261, a été le siège de réunions dès la fin de sa construction. Abandonné, et délabré, il a été offert en 1574 aux Capucins, qui la reconstruisent.

## Économie

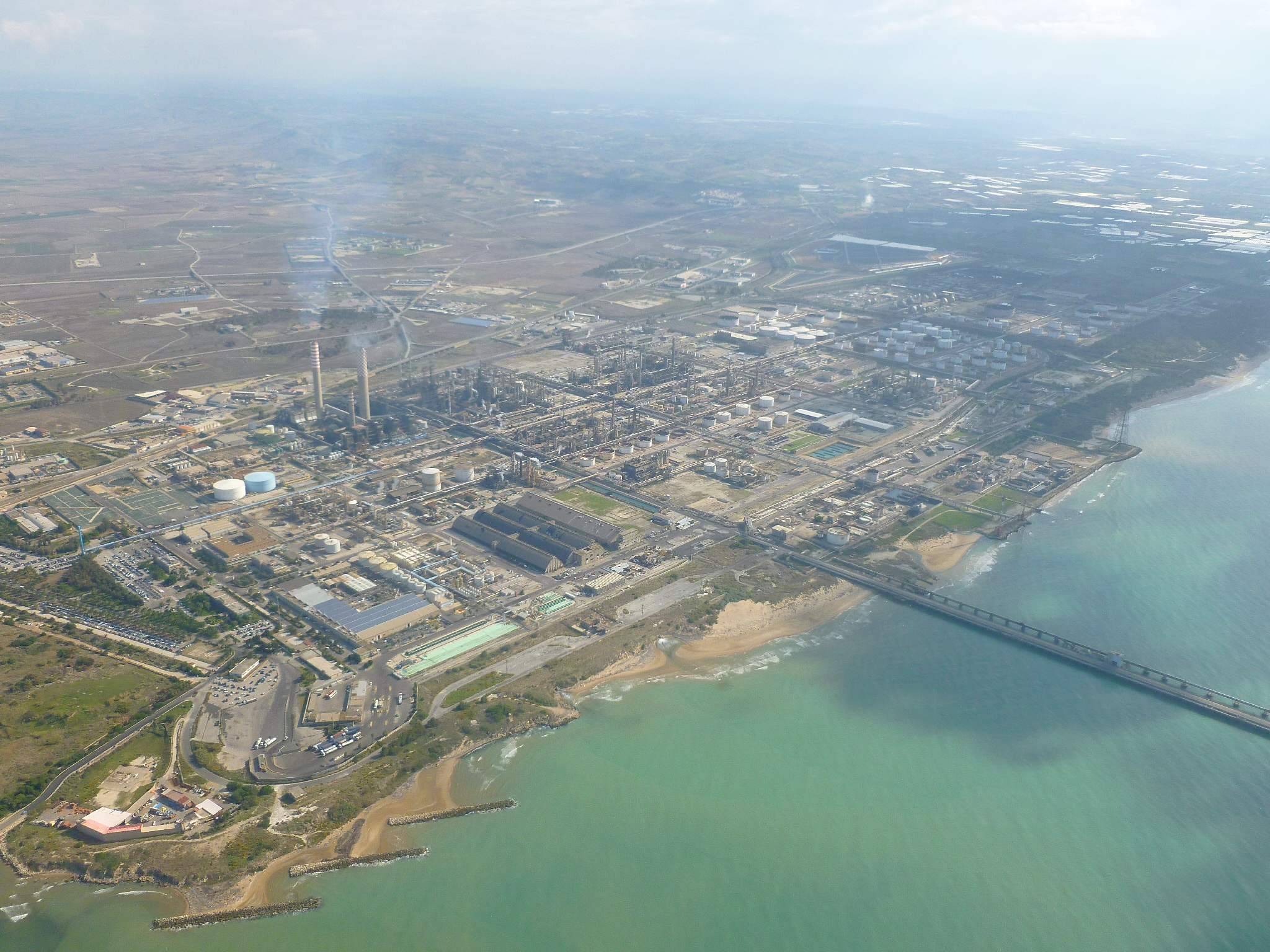
Complexe pétrochimique ENI de Gela.

L'économie de la ville fut longtemps basée uniquement sur l'agriculture et les activités associées comme la pêche. L'élevage de bétail et l'agriculture restent des activités importantes dans l'économie locale, avec la production d'agrumes, d'olives, de céréales...
En 1956, un gisement de pétrole est découvert, exploité par la société Eni et son imposant complexe pétrochimique à proximité immédiate de la ville.

## Administration
| Période                                  | Période          | Identité            | Étiquette           | Qualité                 |
| ---------------------------------------- | ---------------- | ------------------- | ------------------- | ----------------------- |
| 8 avril 2003                             | 7 juin 2009      | Rosario Crocetta    | Centro-Sinistra     |                         |
| 7 juin 2009                              | 15 juin 2015     | Angelo Fasulo       | Centro-Sinistra     |                         |
| 15 juin 2015                             | 7 septembre 2018 | Domineco Messinnese | Mouvement 5 étoiles |                         |
| 7 septembre 2018                         | 13 mai 2019      | Rosario Arena       |                     | Commissaire préfectoral |
| 7 juin 2009                              | En cours         | Lucio Greco         | Centro-Sinistra     |                         |
| Les données manquantes sont à compléter. |                  |                     |                     |                         |

### Hameaux
Macchitella, Manfria

### Communes limitrophes
Acate (RG), Butera, Caltagirone (CT), Mazzarino, Niscemi

## Sport
Le club de football local est le Gela Calcio, fondé en 1994.

## Personnalités liées à la commune
- Eschyle Αἰσχύλος / Aiskhúlos (525 av. JC - 456 av. JC), dramaturge, y est mort.
- Pasquale Andreoli (1771-1837), aéronaute, y est mort.
- Monica Contrafatto (née en 1981), athlète handisport italienne.
- Rosario Crocetta (né en 1951), homme politique, maire de la ville, président de la région Sicile, figure de la lutte anti-mafia.
- Daniele Emanuello (1963-2007), chef d'un clan de Cosa nostra.
- Giovanni Cacioppo (1960-), acteur et animateur de télévision, est né à Gela.
- Ti.Pi.Cal., groupe d'Italo disco, originaire de Gela.